# Bulnes (Chile)
Bulnes – miasto w Chile, w regionie Ñuble, w prowincji Diguillín.